# Abdelkader Ghezzal
Abdelkader Ghezzal (Arabisch:عبد القادر غزال) (Décines-Charpieu, 5 december 1984) is een Franse voetballer van Algerijnse die bij voorkeur als aanvaller speelt. Hij verruilde in augustus 2013 AS Bari voor Parma FC. Ghezzal maakte zijn debuut in het Algerijns voetbalelftal op 12 november 2008, tijdens een vriendschappelijke wedstrijd tegen Mali. Hij maakte zijn eerste interlandgoal op 11 februari 2009, tegen Benin.